# Partito dei Comunisti Italiani
Strana italských komunistů (Partito dei Comunisti Italiani, PdCI) je politická strana v Itálii.

## Historie
Strana byla založena roku 1998 odštěpením od Strany komunistické obnovy (PRC). Současným předsedou strany je Oliviero Diliberto.
Členové Strany italských komunistů v Evropském parlamentu jsou stále ve frakci Evropské sjednocené levice a Severské zelené levice s jejich bývalými soudruhy z PRC.
9.–10. dubna 2006 v italských generálních volbách byla strana členem vítězné koalice „L'Unione“ a získala 16 ze 630 křesel v dolní komoře italského parlamentu. Aliance zelených a komunistů získala 11 z 315 křesel v italském senátu.